# Little Boy
Little Boy (ang. Mały Chłopiec) – kryptonim bomby jądrowej, która została zrzucona 6 sierpnia 1945 na Hiroszimę. Zrzucono ją z wysokości około 9500 m z bombowca Boeing B-29 Superfortress o nazwie Enola Gay, pilotowanego przez płk. Paula Tibbetsa. Bomba wybuchła o 8:16:02 (rano) czasu lokalnego, około 580 m nad centrum miasta.

## Konstrukcja
Bomba Little Boy miała długość 3 m, średnicę w najgrubszym miejscu 71 cm i ważyła 4035 kg. Ładunek uranu ważył 64,1 kg, z czego jedynie około 0,8 kg U-235 uległo rozszczepieniu w trakcie wybuchu, a na główne czynniki rażenia (energię cieplną i promieniowanie) zostało zamienione zaledwie od 600 do 860 miligramów uranu. Bombę tę nazywano Little Boy (mały chłopiec) lub Thin Man (chudy człowiek), gdyż pod takim kryptonimem kryły się też duże bomby zapalające, które masowo zrzucano już wcześniej na Japonię; bomba Little Boy odziedziczyła po nich zewnętrzny pancerz, co łudząco upodabniało ją do tych bomb.
Układ zapalnika zapewniał wybuch bomby na odpowiedniej wysokości oraz zabezpieczał przed wcześniejszym niezamierzonym jej odpaleniem. Bomba Little Boy posiadała zapalnik ciśnieniowy (połączony z układem zegarowym i urządzeniem radiolokacyjnym). W momencie odłączenia bomby od samolotu uruchomił się układ czasowy mający zapewnić odpowiedni czas na oddalenie się samolotu. Po 15 sekundach układ czasowy podłączył napięcie do układu radarowego i ciśnieniowego, które spowodowały eksplozję automatycznie na ustalonej wysokości. Wybuch bomby nastąpił po czterdziestu pięciu sekundach od odłączenia bomby od samolotu transportowego.
Bomba Little Boy miała moc wybuchu równoważną 15–16 kilotonom trotylu. Była zaprojektowana jako „działo” wstrzeliwujące z jednego końca „lufy” wydrążony cylinder w postaci 9 nałożonych na siebie pierścieni wykonanych z wzbogaconego do około 80% uranu o średnicy 6,25 cala (159 mm), z wewnętrznym otworem o średnicy 4 cali (100 mm) i wysokości całkowitej 7 cali (180 mm) o masie 85 funtów (38,5 kg), na położony na drugim końcu „lufy” walec zbudowany z 6 krążków uranowych o średnicy 4 cali (100 mm) o masie 56 funtów (25,6 kg), nałożonych na siebie i ustabilizowanych za pomocą pręta o średnicy 1 cala przechodzącego przez ich środek aż do czubka bomby. W wyniku połączenia wszystkich części uranu powstała masa nadkrytyczna (masa krytyczna dla uranu 235 wynosi ok. 45–50 kg), która pod wpływem inicjatora polonowo-berylowego (generującego pierwsze neutrony) ulegała spontanicznej, łańcuchowej reakcji rozszczepienia z wydzieleniem olbrzymiej ilości energii. Wystrzelenie rdzenia uranowego dokonywano przy użyciu kordytu, popularnego wówczas prochu nitrocelulozowego. Bomba ta nie zawierała żadnych kruszących materiałów wybuchowych (typu np. TNT), w porównaniu do implozyjnej bomby plutonowej Fat Man, ładunek rozszczepialny po pełnym złożeniu przyjmował kształt walca, a nie kuli.
Wydajność tej bomby była bardzo niska, oceniono, że jedynie około 700–800 g uranu 235 uległo rozszczepieniu (to jest około 1,5%) – gdyby zastosowaną ilość czystego U-235 (ponad 51 kg) użyto do budowy bomby implozyjnej (takiej jak Fat Man), siła jej wybuchu przekroczyłaby równowartość 200 kiloton trotylu. Dlatego tego typu bomby nie znalazły dalszego praktycznego zastosowania w amerykańskiej armii.
Dnia 6 sierpnia 1945 roku Little Boy zrzucony na Hiroszimę zabił w ciągu jednego dnia ponad 100 tysięcy Japończyków; na chorobę popromienną i inne powikłania będące bezpośrednim skutkiem wybuchu zmarło w ciągu kilku kolejnych lat dodatkowo około 65 tysięcy ludzi. Wyliczono po latach, że bomba uranowa uśmierciła 54% populacji Hiroszimy, nie licząc osób poranionych zarówno fizycznie, jak i psychicznie, którzy mimo wszystko przeżyli (wielu Japończyków straciło wzrok, kończyny, utraciło najbliższych), nie licząc również wielu przypadków śmierci zmutowanych płodów ludzkich i noworodków, jako późniejszych, daleko idących następstw wybuchu.
Little Boy był pierwszą na świecie bombą atomową. Nigdy więcej nie użyto bojowo bomby uranowej. Na Nagasaki zrzucono bombę implozyjną Fat Man, z ładunkiem plutonowym (Pu-239). Jednym z mniej znaczących celów bombardowania było porównanie skutków niszczących obu typów broni.
Głównym celem zrzucenia bomb atomowych na Japonię było jak najszybsze zakończenie wojny (kapitulacja wroga) poprzez złamanie ducha walki w przeciwniku – i tym samym zminimalizowanie strat własnych żołnierzy – oraz zabicie jak największej liczby Japończyków (w tym głównie ludności cywilnej), których Amerykanie nazywali żargonowo „zwierzętami”, gdyż ci zamiast się poddać woleli dać się zabić.
Naukowcy z Los Alamos kierujący bezpośrednio pracami w projekcie Manhattan oczekiwali, iż bomba uranowa będzie miała większą energię wybuchu od bomby Fat Man, która zawierała zaledwie 6 kg sztucznie otrzymanego plutonu 239, szczególnie po udanej próbie Trinity 16 lipca 1945 roku (wydajność Fat Man wyniosła wówczas 17%, energia wybuchu była równoważna około 20 kilotonom trotylu). Szacuje się, że w wyniku błędów w konstrukcji Little Boy, ograniczeń czasowych przewidzianych dla tego projektu oraz ograniczeń testowych, śmierci mogło uniknąć około 100 tysięcy ludzi.
Koszt wyprodukowania prototypowej bomby Little Boy oceniono na około 120 milionów dolarów amerykańskich w 1945 roku, co w przeliczeniu na wartość w roku 2011 daje sumę ponad 2 miliardów dolarów (około 90% tej kwoty stanowił koszt wyprodukowania wzbogacanego uranu 235).
W prace prowadzące do powstania obu amerykańskich bomb atomowych było zaangażowanych ponad 130 tysięcy ludzi, w ciągu niespełna dwóch lat skonstruowano i uruchomiono dwa przemysłowe reaktory do pozyskiwania czystego plutonu, wybudowano olbrzymie budynki do jego oczyszczania (ze zdalnym sterowaniem), elektrownie zasilające, oczyszczalnie i pompownie wody, dwie fabryki wzbogacania uranu z całą infrastrukturą, stworzono poligon doświadczalny dla wybudowanego wcześniej zamkniętego, tajnego kompleksu naukowego Los Alamos, sformowano specjalną grupę bombowców B-29 (przebudowano kilka tych maszyn, aby mogły przenosić broń atomową), nawiązano współpracę z wieloma firmami obecnymi na rynku, które produkowały dodatkowe komponenty dla tworzonych prototypów, wreszcie wybudowano dziesiątki kilometrów utwardzonych dróg dojazdowych, ogrodzeń i mostów. Do końca 1945 roku cały projekt Manhattan pochłonął ponad 2 miliardy dolarów, co w ówczesnych czasach było porównywane do wartości całego przemysłu samochodowego w Stanach Zjednoczonych (podano w oparciu o pozycję bibliograficzną nr 1 – książka według oryginału The Making of the Atomic Bomb podaje rozsądną wartość kosztów wszystkich działań związanych z pozyskaniem pierwszych bomb atomowych; Amerykanie wielokrotnie próbowali zawyżać te koszty w celu zniechęcenia wielu państw, które były zainteresowane budową własnego arsenału atomowego).
| Schemat bomby Little Boy | |
|                          | 1. lotki stabilizujące 2. stalowa konstrukcja zamka działa dla ładunku konwencjonalnego 3. detonator 4. kordytowy ładunek konwencjonalny 5. sześć pierścieni z uranu 235 tworzących „pocisk” (26 kg) 6. czujniki ciśnienia 7. obudowa bomby 8. wyposażenie uzbrajające i zabezpieczające 9. stalowa lufa (średnica 10 cm, długość 2 m) 10. wyjście przewodów do uzbrajania bomby 11. stalowa obudowa reflektora neutronów 12. 2 pierścienie z uranu 235 (38 kg), będące celem „pocisku” 13. reflektor neutronów z węgliku wolframu 14. inicjator emisji neutronów 15. wysokościomierz radarowy 16. zabezpieczający pręt z boru |